# 塘橋區
塘桥区是上海浦東歷史上的一個市轄區。該區西濒黄浦江，南连杨思区，北接洋泾区，东至南汇县。面积14.84平方公里。該地原本為上海縣塘橋鄉。中華民国17年(1928年)設立塘橋区並且由上海縣劃入上海特別市。中華民国34年（1945年）撤销，辖地划归洋泾區、杨思區2区。